# جرج بینگهام
جرج بینگهام (انگلیسی: George Caleb Bingham; ۲۰ مارس ۱۸۱۱ – ۷ ژوئیهٔ ۱۸۷۹) نقاش، استاد دانشگاه، و سیاستمدار اهل ایالات متحده آمریکا بود.